# Ioannis Frantzis
Ioannis Frantzis (griechisch Ιωάννης Φραντζής; * 19. August 1909 in Athen; † 31. Juli 1984 in ebenda) war ein griechischer Diplomat.

## Leben

### Privates
Frantzis war der Sohn von Magdalena und Ambrose Frantzis, der im Jahr 1920 als General Militärattache an der Gesandtschaft in London war. In England besuchte Ioannis Frantzis das Dulwich College. In den Jahren von 1929 bis 1931 studierte er an der Universität Athen.
1957 heiratete er Fani Argenti.

### Politische Laufbahn
1931 trat Frantzis in den Auswärtigen Dienst ein.
1935 wurde er Vizekonsul im albanischen Avlona. Von 1938 bis 1940 hatte er Exequatur als Generalkonsul in Kairo. 1940 schloss er sich als Freiwilliger der griechischen Nahostarmee an. An den Schlachten von El Alamein 1942 nahm er als Leutnantanwärter der Ersten Griechischen Brigade teil. Vom 18. Oktober 1944 bis 3. Januar 1945 war er Bürovorsteher des Ministerpräsidenten Georgios Papandreou, im Exil zunächst in Kairo, später im Libanon. 1945 war er Verbindungsbeamter zwischen dem Regenten und dem Außenministerium. Während der Pariser Friedenskonferenz 1946 war er der Büroleiter des Regierungschefs Konstantinos Tsaldaris. Griechischer Bürgerkrieg war er 1947 kurzzeitig Generaldirektor des Ministeriums für Nordgriechenland unter Dimitrios Rodopoulos. 1948 war er Geschäftsträger in Pretoria (Südafrikanische Union). Von 1948 bis September 1950 amtierte er als Gesandtschaftsrat in Washington, D.C. Von September 1950 bis 1953 leitete er die Abteilung Diplomatie im Außenministerium. Ab 1953 war er Ständiger Vertreter der griechischen Regierung in Paris und Straßburg beim Europarat. Von 1953 bis Februar 1958 leitete er die Öffentlichkeitsarbeit der Botschaft in London. Von Februar 1958 bis 12. September 1963 gehörte er der griechischen Delegation zum Assoziierungsabkommen EWG – Türkei an. 1964 leitete er die Abteilung europäische Zusammenarbeit. Von 1965 bis 1967 war er griechischer Botschafter in Neu-Delhi (Indien).
Im Juli 1967 wurde er nach 35 Dienstjahren in den Ruhestand versetzt.